# Demonax donaubaueri
Demonax donaubaueri är en skalbaggsart som beskrevs av Holzschuh 1996. Demonax donaubaueri ingår i släktet Demonax och familjen långhorningar. Inga underarter finns listade i Catalogue of Life.